# Niederländische Fußballnationalmannschaft der Frauen/Weltmeisterschaften
Der Artikel beinhaltet eine ausführliche Darstellung der niederländischen Fußballnationalmannschaft der Frauen bei Weltmeisterschaften. Die Niederländerinnen konnten wie ihre männlichen Kollegen Vizeweltmeister werden, qualifizierten sich aber erst 2014 erstmals für die WM-Endrunde 2015. Die Niederländerinnen waren damit die elfte europäische Mannschaft, die sich für eine WM-Endrunde der Frauen qualifizieren konnte.

## Übersicht
| Jahr | Gastgeberland         | Teilnahme bis …    | Gegner  | Ergebnis        | Trainer                  | Bemerkungen und Besonderheiten |
| ---- | --------------------- | ------------------ | ------- | --------------- | ------------------------ | --- |
| 1991 | Volksrepublik China   | nicht qualifiziert |         |                 |                          | In der Qualifikation für die Fußball-Europameisterschaft der Frauen 1991 im Viertelfinale an Dänemark gescheitert. |
| 1995 | Schweden              | nicht qualifiziert |         |                 |                          | In der Qualifikation für die EM 1995 an Island gescheitert, das sich aber auch nicht für die WM qualifizieren konnte. |
| 1999 | USA                   | nicht qualifiziert |         |                 |                          | In der Qualifikation an Norwegen und Deutschland gescheitert. |
| 2003 | USA                   | nicht qualifiziert |         |                 |                          | In der Qualifikation an Deutschland und England gescheitert, das sich aber auch nicht qualifizieren konnte. |
| 2007 | Volksrepublik China   | nicht qualifiziert |         |                 |                          | In der Qualifikation an England gescheitert. |
| 2011 | Deutschland           | nicht qualifiziert |         |                 |                          | In der Qualifikation an Norwegen gescheitert. |
| 2015 | Kanada                | Achtelfinale       | Japan   | 13.             | Roger Reijners           | |
| 2019 | Frankreich            | Finale             | USA     | Vizeweltmeister | Sarina Glotzbach-Wiegman | In der Qualifikation setzte sich die Mannschaft in den Playoffs der besten Gruppenzweiten gegen Dänemark und die Schweiz durch. In Frankreich mit drei Siegen gegen Kamerun, Kanada und Neuseeland als Gruppensieger ins Achtelfinale gegen Japan gezogen. |
| 2023 | Australien/Neuseeland | Viertelfinale      | Spanien | 7.              | Andries Jonker           | In der Qualifikation trafen die Niederländerinnen auf Island, Tschechien, Belarus und Zypern. |

## Statistik
(Angaben inkl. 2023: Neun Weltmeisterschaften)
- nicht qualifiziert: sechsmal (66,7 %)
- qualifiziert: dreimal (33,3 %)
  - Achtelfinale: einmal (11,1 %, 2015)
  - Viertelfinale: einmal (11,1 %, 2023)
  - Finale: einmal (11,1 %, 2019)
    - Vizeweltmeister: einmal (11,1 %, 2019)

## Die Turniere

### WM 1991 in der Volksrepublik China
Die Niederländerinnen scheiterten im Viertelfinale der Qualifikation für die Fußball-Europameisterschaft der Frauen 1991, die als Qualifikation für die erste WM der Frauen in der Volksrepublik China diente. In der Gruppenphase hatten sich die Niederländerinnen mit drei Siegen und einem Remis gegen Irland und Nordirland durchgesetzt. Im Viertelfinale trafen sie dann auf Dänemark. Nach einem torlosen Remis in Dänemark verloren sie das Heimspiel in Denekamp mit 0:1 nach Verlängerung. Damit qualifizierten sich die Däninnen für die WM.

### WM 1995 in Schweden
Vier Jahre später verpassten sie Qualifikation für die EM 1995 bereits in der Gruppenphase. Diesmal waren Island, gegen das beide Spiele verloren wurden, und Griechenland, gegen das beide Spiele gewonnen wurden, die Gruppengegner. Als Gruppenzweiter verpassten sie sowohl das Viertelfinale als auch die WM. Island scheiterte im Viertelfinale und konnte sich ebenfalls nicht für die WM qualifizieren.

### WM 1999 in den USA
Für die dritte Weltmeisterschaft setzte die UEFA erstmals Qualifikationsspiele an. Bis heute ist die UEFA der einzige Kontinentalverband, der separate WM-Qualifikationsspiele durchführt. Da anders als bei den Weltmeisterschaften der Männer, wo dies erstmals für die WM 2006 galt, sich für die WM der Frauen auch der Titelverteidiger immer qualifizieren musste, trafen die Niederländerinnen in der Gruppenphase in einer Todesgruppe auf Weltmeister Norwegen, Europameister Deutschland und England. Die Niederländerinnen verloren aber keins ihrer Heimspiele gegen diese Hochkaräter, gewannen dabei mit 1:0 gegen Deutschland und 2:1 gegen England und erreichten gegen den Weltmeister ein torloses Remis. Da aber die drei Auswärtsspiele verloren wurden, reichte es nur zu Platz 3 vor England. Mit dem Sieg gegen die Europameisterinnen hatten sie die deutsche Mannschaft aber in die Relegationsspiele der Gruppenzweiten gegen die Ukraine gezwungen, die aber überstanden wurden. Weltmeister Norwegen qualifizierte sich dagegen direkt für die WM.

### WM 2003 in den USA
Eigentlich sollte die WM 2003 dann wieder in der Volksrepublik China stattfinden. Wegen der SARS-Epidemie wurde das Turnier kurzfristig in die USA verlegt. Damit fand die Weltmeisterschaft zum zweiten Mal in den USA statt. Die Niederländerinnen trafen in der Qualifikation wieder auf Deutschland und England sowie erstmals Portugal. Die Niederländerinnen begannen mit einem 0:0 in England, verloren dann aber vier Spiele, bevor sie das letzte Spiel gegen Portugal mit 4:1 gewannen. Damit reichte es wieder nur zu Platz 3. Deutschland – das alle Spiele gewann – qualifizierte sich diesmal direkt für die WM und war auch da nicht zu besiegen. Die Engländerinnen scheiterten in den Playoffs der Gruppenzweiten im Playofffinale an Frankreich scheiterte, womit sich Frankreich erstmals qualifizierte.

### WM 2007 in der Volksrepublik China
England und Frankreich waren dann vier Jahre später die Gegner in der Qualifikation für die nächste WM, die dann doch zum zweiten Mal in der Volksrepublik China stattfand. Als weitere Gruppengegner hatten es die Niederländerinnen mit Österreich und Ungarn zu tun. Die Niederländerinnen begannen mit zwei 1:0-Siegen in Frankreich und Österreich, verloren dann aber gegen England ebenfalls mit 0:1. Nach einem 5:0 in Ungarn, verloren sie auch das nächste Heimspiel, diesmal mit 0:2 gegen Frankreich. Danach folgten drei Spiele, die 4:0 endeten: In England mit vier Toren für England, sowie in den beiden Heimspielen mit je vier Toren für die Niederländerinnen gegen Österreich und Ungarn. Am Ende fehlten aber sechs Punkte zur WM-Qualifikation, die den Engländerinnen erstmals seit 1995 wieder gelang.

### WM 2011 in Deutschland
Nachdem sich die Niederländerinnen erstmals für die EM 2009 qualifiziert hatten, wollten sie auch an der WM im Nachbarland teilnehmen. im März 2010 hatte Roger Reijners das Amt des Bondscoach von Vera Pauw übernommen, die seit 2004 die Niederländerinnen trainiert hatte und nach Differenzen mit der Verbandsführung zurückgetreten war. Bei der Auslosung wurden sie Topf B zugeordnet und daraus der Qualifikations-Gruppe mit Ex-Weltmeister Norwegen zugelost. Weitere Gegner waren Belarus, die Slowakei und Mazedonien, das alle Spiele verlor. Die Niederländerinnen verspielten die Qualifikation bereits im ersten Spiel durch ein 0:3 in Norwegen. Dann folgte zwar mit dem 13:1 gegen Mazedonien einer ihrer beiden höchsten Länderspielsiege, aber auch ein 1:1 gegen Belarus. Alle folgenden Spiele wurden gewonnen – bis auf das Heimspiel gegen Norwegen, das 2:2 endete. Somit reichte es nur zum zweiten Platz hinter Norwegen, das sich in der Play-off-Runde der Gruppensieger gegen die Ukraine durchsetzte und zur WM fuhr, ohne dort große Bäume auszureißen.

### WM 2015 in Kanada

Startaufstellungen im ersten WM-Spiel der Niederländerinnen

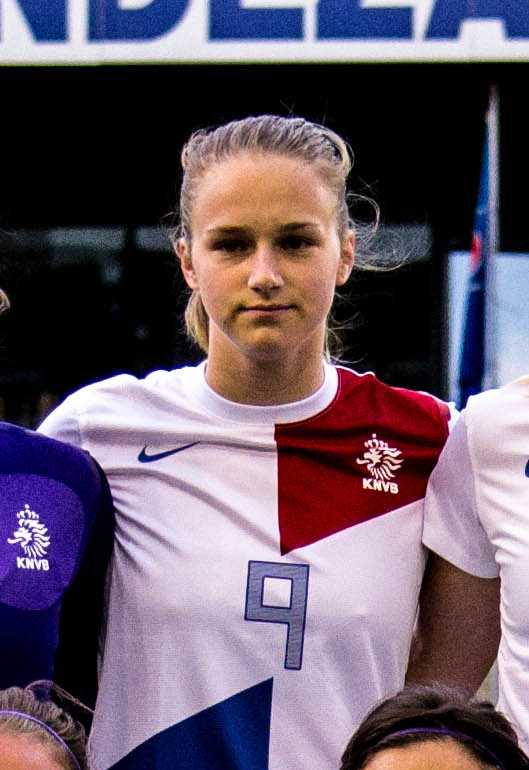
Vivianne Miedema, beste Torschützin der WM-Qualifikation

Vier Jahre später qualifizierten sich die Niederländerinnen dann endlich für die WM. Dabei benötigten sie aber von allen qualifizierten Mannschaften die meisten Spiele um sich zu qualifizieren: 10 Gruppenspiele und vier Play-off-Spiele. Zuvor hatten sie sich wieder für die EM 2013 qualifiziert, dort aber die Vorrunde nicht überstanden. Somit waren sie bei der Auslosung der Qualifikation für die WM in Kanada wieder Topf 2 zugeordnet und wurden erneut der Gruppe mit Vize-Europameister Norwegen zugelost, gegen den sie bei der EM 2013 in der Vorrunde verloren hatten. Weitere Gruppengegner waren der Nachbar Belgien, bei dem sie das erste Spiel mit 4:0 gewannen, Portugal, Griechenland und erstmals Albanien. Nach einem 7:0 in Portugal verspielten sie in den Heimspielen gegen Norwegen und Belgien die direkte Qualifikation, da sie diese mit 1:2 verloren bzw. nur zu einem 1:1 kamen. Am letzten Spieltag konnten die Niederländerinnen sich aber die Teilnahme an den Playoffspielen der Gruppenzweiten durch einen Sieg in Norwegen sichern. In den Playoffs konnten sie sich dann mit zwei Siegen gegen die Schottinnen und nach einem 1:1 im Heimspiel durch einen 2:1-Sieg in Italien erstmals qualifizieren. Beide Tore schoss die erst 18-jährige Vivianne Miedema, die mit insgesamt 16 Toren auch die beste Torschützin der europäischen Qualifikation war. In den anderen Konföderationen konnte nur eine Spielerin, die Jamaikanerin Shakira Duncan ebenfalls 16 Tore erzielen, sich aber nicht für die Endrunde qualifizieren. Duncan erzielte zudem 14 der 16 Tore in der Vorqualifikation gegen schwächere Mannschaften. Beide waren zusammen mit Anja Mittag, die 11 Tore in der Qualifikation und fünf bei der Endrunde erzielte, auch beste Torschützinnen des Gesamtwettbewerbs.
Bei der Auslosung der Gruppen waren die Niederländerinnen nicht gesetzt und wurden der Gruppe A mit Gastgeber Kanada zugelost. Weitere Gegner waren China und Ozeanienmeister Neuseeland. Mit je einem Sieg, einem Remis und einer Niederlage wurden die Niederländerinnen aufgrund der weniger geschossenen Tore Gruppendritter hinter Kanada und Neuseeland. Im Achtelfinale gegen Titelverteidiger Japan, gegen den in drei Spielen zuvor immer verloren wurde, kam dann das Aus im Achtelfinale. Damit verpassten die Niederländerinnen auch die direkte Qualifikation für das Fußballturnier der Frauen bei den Olympischen Spielen 2016, hatten aber noch die Chance in Playoffs gegen die drei anderen europäischen Achtelfinalverlierer das dritte europäische Olympiaticket zu erhalten und damit erstmals am olympischen Fußballturnier teilzunehmen. Endgültig verspielte man diese Chance in ebendiesen Playoffs, als man nur Zweiter hinter Schweden wurde. Zum 1. August beendete der KNVB die Zusammenarbeit mit Roger Reijners. Als Interimsbondscoach übernahm zunächst Sarina Wiegman, seine Assistentin die Verantwortung für die Mannschaft.

### WM 2019 in Frankreich

Startaufstellungen im Finale

Im Juli 2017 konnten die Niederländerinnen den Heimvorteil nutzen und erstmals Europameister werden. In die im September 2017 begonnene Qualifikation gingen sie – obwohl sie bei der Auslosung nur Topf B zugeteilt waren – als einer der Gruppenfavoriten, da sie den vermeintlich stärksten Gegner Norwegen bei der Heim-EM in den Gruppenspielen ausgeschaltet hatten. Sie gewannen dann auch das erste Qualifikationsspiel gegen die Norwegerinnen mit 1:0. Nach einem 5:0 in der Slowakei, gaben sie dann aber beim torlosen Heimspiel gegen Irland einen Punkt ab. Dies sorgte dann dafür, dass sie trotz der Siege in den weiteren Spielen nach einer 1:2-Niederlage in Norwegen am letzten Spieltag nur den zweiten Platz belegten und die Norwegerinnen sich als Gruppensieger direkt für die WM qualifizierten, da diese außer dem Spiel in den Niederlanden alle anderen Spiele gewannen. Als bester Gruppenzweiter waren die Europameisterinnen aber für die Playoffs der vier besten Gruppenzweiten qualifiziert. Hier kam es im Halbfinale zur EM-Finalrevanche gegen Dänemark und wie im EM-Finale setzen sich auch hier die Niederländerinnen mit zwei Siegen (2:0 und 2:1) durch. Im Playoff-Finale trafen sie auf die Schweiz, die wie die Niederländerinnen vier Jahre zuvor erstmals bei einer WM-Endrunde dabei waren. Im Hinspiel legten sie mit einem 3:0-Sieg nach torloser erster Halbzeit den Grundstock für die WM-Qualifikation. Im Rückspiel gerieten sie zwar bereits in der siebten Minute nach einer roten Karte für die Kapitänin Anouk Dekker in Unterzahl, hielten aber zunächst das 0:0 und nachdem Vivianne Miedema mit ihrem siebten Qualifikationstor die Niederländerinnen in der 52. in Führung brachte, benötigten die Schweizerinnen schon fünf Tore zur erfolgreichen Qualifikation. Ihnen gelang aber nur noch ein Tor und so qualifizierten sich die Niederländerinnen zum zweiten Mal für eine WM-Endrunde.
In Frankreich trafen die Niederländerinnen wie vier Jahre zuvor auf Kanada und Neuseeland sowie erstmals auf Kamerun. Mit drei Siegen qualifizierte sich der Europameister für das Achtelfinale, wo wie 2015 Asienmeister Japan der Gegner war. Durch zwei Tore von Lieke Martens, die damit neue WM-Rekordtorschützin der Niederländerinnen wurde, konnte das Ergebnis von 2015 gedreht und das Viertelfinale gegen Italien erreicht werden. Hier gewannen die Niederländerinnen mit 2:0, wobei Vivianne Miedema mit ihrem dritten WM-Tor die Führung erzielte. Durch den Sieg qualifizierten sich die Niederländerinnen auch für die Olympischen Spiele 2020. Im Halbfinale kam es nach 90 torlosen Minuten zur Verlängerung, in der Jackie Groenen das einzige Tor des Spiels gelang. Damit standen die Niederländerinnen erstmals im Finale, wo sie gegen Titelverteidiger USA mit 0:2 verloren, aber als erster Gegner kein Tor in der ersten Halbzeit kassierten.

### WM 2023 in Australien und Neuseeland
Für die Fußball-Weltmeisterschaft der Frauen 2023 mussten sich die Niederländerinnen gegen Island, Tschechien, Belarus und Zypern qualifizieren. Island, gegen das die Bilanz negativ ist, war Gegner in der EM/WM-Qualifikation 1995 und EM-Qualifikation 1997 sowie der EM-Vorrunde 2013, Belarus in der WM-Qualifikation 2011. Gegen Zypern wurde noch nie gespielt, obwohl schon 30-mal auf Zypern gespielt wurde. Gegen Tschechien gab es zuvor nur zwei Freundschaftsspiele.
Die Niederländerinnen begannen im September 2021 unter dem neuen Nationaltrainer Mark Parsons mit einem 1:1 gegen Tschechien und gewannen vier Tage später in Island mit 2:0. Nach Siegen in Zypern (8:0) und Belarus (2:0) im Oktober, erreichten sie in Tschechien nur ein 2:2. Es folgten im April und Juni Heimsiege gegen Zypern (12:0) und Belarus (3:0). Da die Isländerinnen aber außer dem Spiel gegen die Niederländerinnen alle anderen Spiele gewonnen hatten, lagen sie vor dem letzten Aufeinandertreffen einen Punkt vor den Niederländerinnen, so dass ihnen ein Remis zur WM-Qualifikation gereicht hätte. Nach dem Viertelfinalaus bei der EM 2022 hatte Andries Jonker das Amt des Bondscoach von Parsons übernommen und die Mannschaft hatte in einem Testspiel gegen Schottland vier Tage vor dem Gruppenfinale ein 2:1 erreicht, wobei der Siegtreffer erst in der 89. Minute fiel. Gegen die Isländerinnen stand es bis zur 90. Minute in Utrecht 0:0, dann gelang der in der 66. Minute eingewechselten Esmee Brugts mit ihrem zweiten Länderspieltor in der 3. Minute der Nachspielzeit der Siegtreffer für die Niederländerinnen, die sich damit für die WM qualifizierten.
Bei der Auslosung am 22. Oktober 2022 wurden die Niederlande der Gruppe mit Gruppenkopf USA zugelost, womit erstmals die Finalisten der vorherigen WM schon in der Vorrunde aufeinander treffen. Weitere Gegner waren erstmals WM-Neuling Vietnam und eine Mannschaft, die sich im Februar beim interkontinentalen Play-off-Turnier noch qualifizieren muss. Dies war Portugal, das sich im Play-off-Finale gegen Kamerun durchsetzte. Verletzungsbedingt mussten die Niederländerinnen auf Rekordtorschützin Vivianne Miedema, ihre beste Torschützin in der Qualifikation verzichten.
Mit Siegen gegen Portugal und Vietnam sowie einem Remis gegen die USA wurden die Niederländerinnen Gruppensieger. Im Achtelfinale wurde Südafrika mit 2:0 besiegt, sodass es im Viertelfinale zum Spiel gegen den späteren Weltmeister Spanien kam. Dieses wurde mit 1:2 nach Verlängerung verloren. Zur Verlängerung kam es, weil Stefanie van der Gragt, die im April ihr Karriereende nach der WM angekündigt hatte, in der ersten Minute der Nachspielzeit den Ausgleich erzielen konnte, nachdem sie zuvor durch ein Handspiel im Strafraum die Führung der Spanierinnen per Strafstoß ermöglicht hatte.

### WM 2027
Um die Austragung der WM 2027 hat sich der KNVB gemeinsam mit dem DFB und dem KBVB beworben.

## Spiele
Bei ihrer ersten Teilnahme bestritten die Niederländerinnen vier Spiele, wovon nur das erste Spiel gewonnen wurde. Ein Remis und zwei Niederlagen folgten darauf. Die Niederländerinnen spielten sowohl gegen den Gastgeber als auch den Titelverteidiger. 2019 kamen sechs Siege und eine Finalniederlage hinzu, durch die sich die Niederländerinnen in der ewigen Tabelle von Platz 19 auf Platz 12 verbesserten. 2023 folgten drei weitere Siege und ein Remis. Die Niederländerinnen spielten bisher noch nicht gegen eine südamerikanische Mannschaft, ansonsten von allen Konföderationen und dabei je 2-mal gegen den Asien-, CONCACAF- und Ozeanienmeister sowie dreimal gegen den Weltmeister. Zweimal schieden sie gegen den späteren Weltmeister aus, davon einmal im Finale.
Lieke Martens und Sherida Spitse wurden in allen 16 Spielen eingesetzt. Daniëlle van de Donk verpasste das Viertelfinale gegen Spanien und damit ihr 16. WM-Spiel, da sie im Spiel zuvor ihre zweite Gelbe Karte erhalten hatte. Mit fünf Toren ist und Jill Roord die beste WM-Torschützin der Niederlande.
| Alle WM-Spiele |            |           |            |   |                    |               |                                                                                          |
| Nr.            | Datum      | Ergebnis  | Gegner     |   | Austragungsort     | Anlass        | Bemerkungen                                                                              |
| 1              | 06.06.2015 | 1:0       | Neuseeland | * | Edmonton (CAN)     | Vorrunde      | Erster Sieg eines WM-Neulings im ersten WM-Spiel gegen eine Mannschaft mit WM-Erfahrung. |
| 2              | 11.06.2015 | 0:1       | China      | * | Edmonton (CAN)     | Vorrunde      |                                                                                          |
| 3              | 15.06.2015 | 1:1       | Kanada     | A | Montreal (CAN)     | Vorrunde      |                                                                                          |
| 4              | 23.06.2015 | 1:2       | Japan (TV) | * | Vancouver (CAN)    | Achtelfinale  |                                                                                          |
| 5              | 11.06.2019 | 1:0       | Neuseeland | * | Le Havre (FRA)     | Vorrunde      |                                                                                          |
| 6              | 15.06.2019 | 3:1       | Kamerun    | * | Valenciennes (FRA) | Vorrunde      | Erstes Spiel gegen Kamerun                                                               |
| 7              | 20.06.2019 | 2:1       | Kanada     | * | Reims (FRA)        | Vorrunde      |                                                                                          |
| 8              | 25.06.2019 | 2:1       | Japan      | * | Rennes (FRA)       | Achtelfinale  |                                                                                          |
| 9              | 29.06.2019 | 2:0       | Italien    | * | Valenciennes (FRA) | Viertelfinale |                                                                                          |
| 10             | 03.07.2019 | 1:0 n. V. | Schweden   | * | Lyon (FRA)         | Halbfinale    |                                                                                          |
| 11             | 07.07.2019 | 0:2       | USA (TV)   | * | Lyon (FRA)         | Finale        |                                                                                          |
| 12             | 23.07.2023 | 1:0       | Portugal   | * | Dunedin (NZL)      | Vorrunde      | Erstes WM-Spiel der Portugiesinnen                                                       |
| 13             | 27.07.2023 | 1:1       | USA (TV)   | * | Wellington (NZL)   | Vorrunde      |                                                                                          |
| 14             | 01.08.2023 | 7:0       | Vietnam    | * | Dunedin (NZL)      | Vorrunde      | Erstes Spiel gegen Vietnam                                                               |
| 15             | 06.08.2023 | 2:0       | Südafrika  | * | Sydney (AUS)       | Achtelfinale  |                                                                                          |
| 16             | 11.08.2023 | 1:2 n. V. | Spanien    | * | Wellington (NZL)   | Viertelfinale |                                                                                          |

Anmerkung: Die fett gedruckte Mannschaft war zum Zeitpunkt des Spiels Meister ihrer Konföderation.

## Rekorde
- Erster Neuling, der sein erstes WM-Spiel gegen eine Mannschaft mit WM-Erfahrung gewinnen konnte.
- Die wenigsten Gegentore als Neuling in der Vorrunde: 2